# 威爾鎮區 (伊利諾伊州威爾縣)
威爾鎮區（英語：Will Township）是位於美國伊利諾伊州威爾縣的一個行政鎮區。

## 地方資料
根據2010年美國人口普查的數據，威爾鎮區的面積為93.80平方千米，當中陸地面積為93.80平方千米，而水域面積為0.00平方千米。當地共有人口84602人，而人口密度為每平方千米901.94人。